# Virtus (Valle de Valdebezana)
Virtus ist ein spanischer Ort in der Comarca Las Merindades in der Provinz Burgos in der Autonomen Gemeinschaft Kastilien und León.

## Lage
Das 63 Einwohner zählende Dorf Virtus gehört zur Gemeinde Valle de Valdebezana. Virtus, das über die Straßen N-624 und BU-564 zu erreichen ist, liegt ca. 85 km (Fahrtstrecke) nördlich der Provinzhauptstadt Burgos.

## Sehenswürdigkeiten
- Romanische Kirche Santa María, erbaut um 1200 und im  18. Jahrhundert verändert
- Castillo de los Porras, Burg aus dem 14. Jahrhundert mit Veränderungen im 16. Jahrhundert